# Мамедов, Фирудин Ибрагим оглы
Фирудин Ибрагим оглы Мамедов (азерб. Firuddin İbrahim oğlu Məmmədov) — азербайджанский учёный, доктор технических наук, профессор, член-корреспондент НАНА (2001).

## Биография
Фирудин Мамедов родился 1 июля 1936 года в селе Шахтахты Нахичеванской АССР Азербайджанской ССР. В 1958 году окончил факультет «Автоматические, телемеханические и электроизмерительные устройства и приборы» Индустриального института имени М. Азизбекова. Окончил аспирантуру Научно-исследовательского проектного института в Сумгаите. После работал инженером, главным научным сотрудником в том же институте. Педагогическую деятельность начал в должности старшего преподавателя сумгаитского филиала института нефти и химии. В 1968—1970 годах работал доцентом, в 1971—1974 годах деканом и в 1974—1985 годах заведующим кафедрой. С 1996 года профессор Ф. Мамедов — заведующий кафедрой «Электротехника» Сумгаитского государственного университета. В 2001 году избран член-корреспондентом НАНА.

## Научная деятельность
Ф. Мамедовом проведены научные исследования, связанные с измерением технологических процессов глубинных насосов; измерением технологических процессов в агрессивной среде при производстве и сохранении хлора, в автоматизированных линиях производства на Сумгаитском алюминиевом и трубопрокатном заводах, в робототехнических комплексах для определения наличия металла, при производстве ткани на текстильном комбинате г. Шеки,
Также научными достижениями Ф. Мамедова являются: применение в автоматизации катодной защиты опор морских сооружений; автоматическое измерение толщины стекла на Сумгаитском заводе производства стекла.
Ф. Мамедов — автор 180 опубликованных научных работ, 24 авторских свидетельств и патентов. Под его руководством защищено 5 кандидатских диссертаций.

### Некоторые научные работы
- Мамедов Ф. И., Ахмедова Т. А. Определение основных электромагнитных параметров датчика расстояния // Электротехника. — Знак, 2009. — № 4. — С. 24–28.
- Мамедов Ф. И., Дадашева Р. Б., Гусейнов Р. А. Исследование дифференциального электромагнитного датчика со сплошным магнитопроводом в нагрузочном режиме // Электротехника. — Знак, 2006. — № 6. — С. 25–50.
- Мамедов Ф. И., Аскерова А. О., Дадашева Р. Б. Анализ некоторых схем частотных датчиков с задающей индуктивностью // Приборы и системы. Управление, контроль, диагностика. — Научтехлитиздат, 2005. — № 11. — С. 43-45.
- Мамедов Ф. И., Дадашева Р. Б. Двухмерные электромагнитные датчики перемещений // Известия высших учебных заведений. Приборостроение. — Санкт-Петербургский государственный университет информационных технологий, механики и оптики, 2005. — Т. 48, № 5. — С. 38-41.
- Мамедов Ф. И., Дадашева Р. Б., Юсифов А. А., Аскерова А. О. Исследование магнитного поля двухмерного измерительного электромагнитного преобразователя // Известия высших учебных заведений. Электромеханика. — Южно-Российский государственный технический университет (Новочеркасский политехнический институт), 2007. — № 2. — С. 40-44.
- Мамедов Ф. И., Дадашева Р. Б., Гусейнов Р. А., Ахмедова А.Ш., Алиева Н. О. Получение математической модели двухтактного вибровозбудителя с низкой механической частотой.mht // Электротехника. — Знак, 2010. — № 8. — С. 51-56.
- Мамедов Ф. И., Дадашева Р. Б. Принципы создания двухмерных электромагнитных датчиков с частотными выходами // Измерительная техника. — Российский научно-технический центр информации по стандартизации, метрологии и оценке соответствия, 2007. — № 1. — С. 53-55.
- Мамедов Ф. И., Набиев М. А. К исследованию индуктивных преобразователей угловых перемещений со сплошным магнитопроводом с распределенными параметрами // Электричество. — 1982.
- Алиев Т.М., Мамедов Ф.И., Дадашева Р.Б. Исследование канала связи информационно-измерительной системы управления телединамометрирования // Приборы и системы управления. — М., 1995. — № 2.
- Мамедов Ф. И., Дадашева Р. Б. Новый принцип создания датчиков механических величин // Азербайджанское нефтяное хозяйство. — Баку, 2001. — № 10.
- Мамедов Ф. И. Аналитическое определение параметров индуктивного датчика линейных и угловых перемещений // Электротехника. — М., 2002. — № 11. — С. 52–52.